# Heilige Familie (Block)

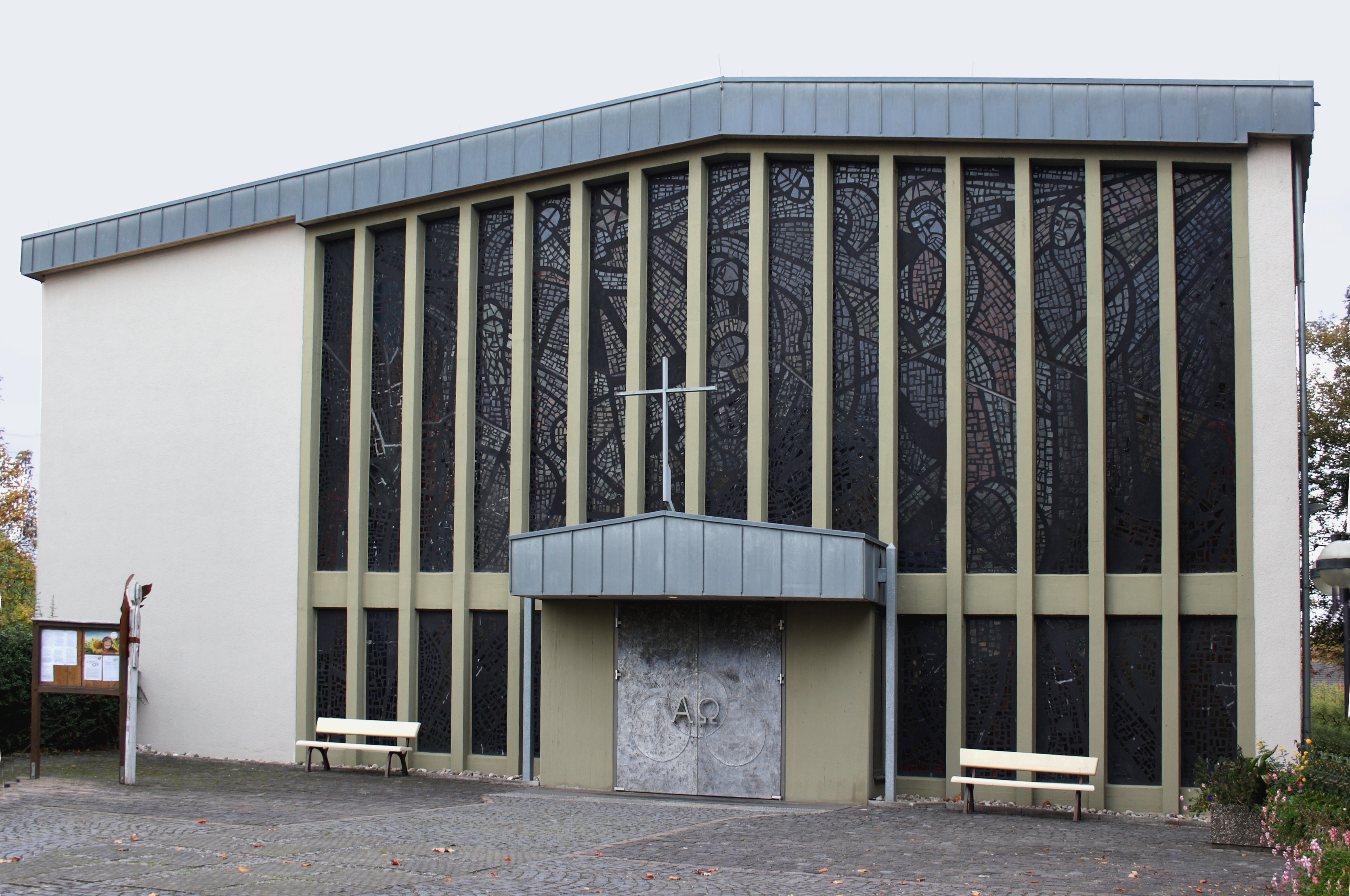
Die Kirche Heilige Familie in Block

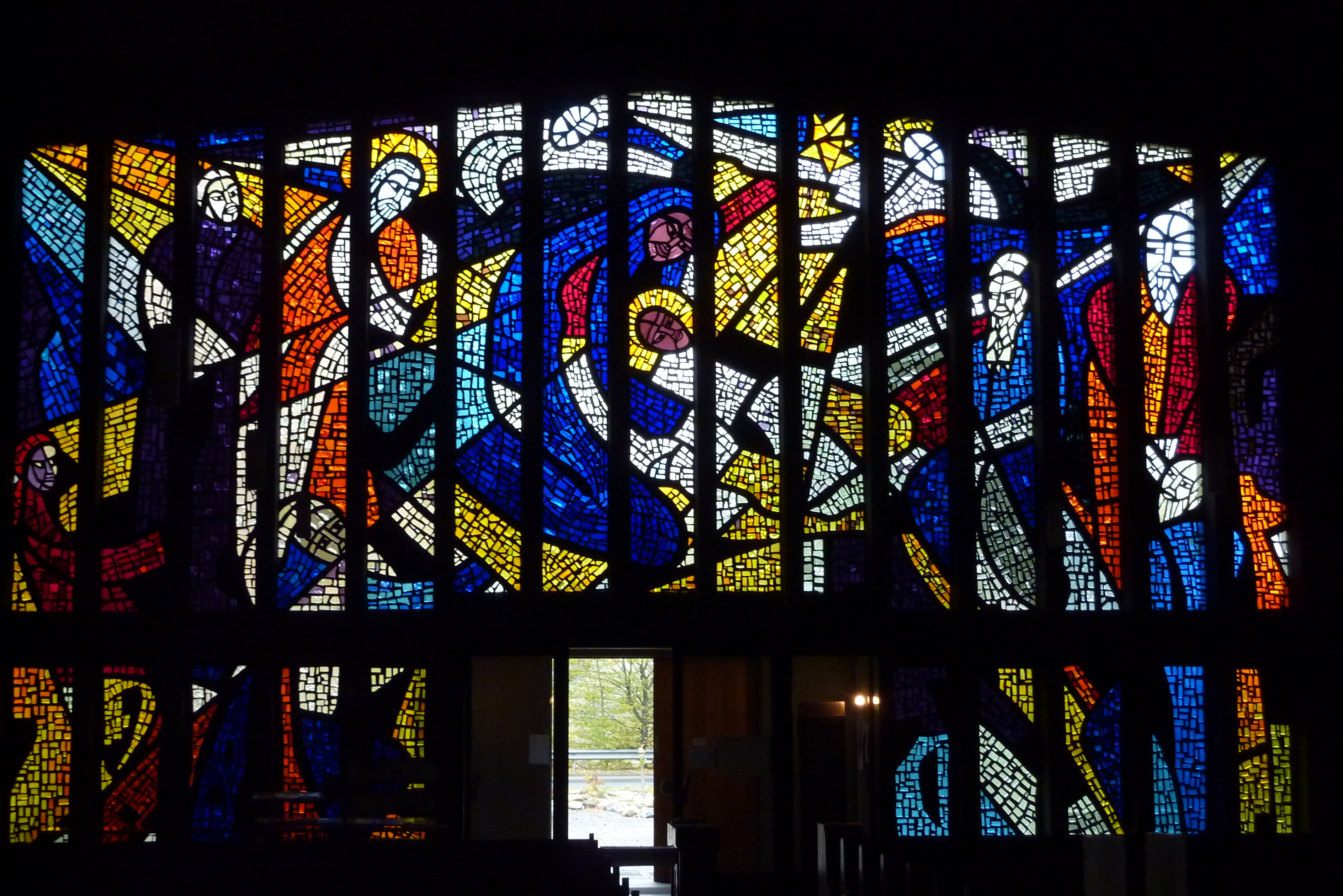
Fensterfront der Eingangsseite

Heilige Familie ist eine katholische Pfarrkirche in Block, einem Stadtteil von Neuwied in Rheinland-Pfalz, die 1958 bis 1960 erbaut wurde. Die Kirche zeichnet sich durch ihre großen Flächen mit Betonglasfenstern aus. 

## Lage
Die Kirche steht am Mittelweg in der Ortsmitte von Block. Hinter der Kirche wurden das Pfarrhaus und der Kindergarten der Kirchengemeinde errichtet.

## Geschichte
Mit dem Zuzug von Heimatvertriebenen nach 1945 vergrößerte sich die Zahl der Katholiken in Block beträchtlich. Diese wünschten nun eine eigene Kirche zu besitzen, die sie mit viel Eigenarbeit von 1958 bis 1960 bauten.

## Architektur
Auf dem Vorplatz der Kirche steht links der freistehende Glockenturm. Die Portalseite wird fast ganz von dem Betonglasfenster mit der Darstellung der Heiligen Familie eingenommen. Die Fenster im Altarraum sind abstrakt gestaltet. 

## Ausstattung
Den Tabernakel, das Kreuz, die Kerzenleuchter und den Kreuzweg aus Bronze gestaltete der Bildhauer Arnold Morkramer aus Bruchertseifen.